# Franz Villgrattner
Franz Villgrattner (Mölten, 29 juli 1900 – Lengmoos bij Ritten, 30 augustus 1946) was een Italiaans componist, dirigent en organist.

## Leven
Net als zijn gelijknamige vader (1867-1921) was Villgrattner hoofd van een basisschool, organist en dirigent. Na zijn studie voor pedagoog was hij van 1919 tot 1921 werkzaam als leraar en organist in Deutschnofen (Bozen-Zuid-Tirol). In de jaren daarna was hij leraar in Mölten, Jenesien en Flaas, een wijk van Jenesien. In 1930 kwam hij onder druk te staan van het Italiaanse fascistische regime en werd gedwongen zijn beroep als leraar op te geven. Pas in 1943 kon hij in Lengmoos zijn betrekking als leraar weer opnemen. Hij was een van de initiatiefnemers voor de wederoprichting van het harmonieorkest in het dorp. 
Als componist schreef hij kamermuziek voor blazers, concertwerken en kerkmuziek voor harmonieorkest.

## Composities

### Werken voor harmonieorkest
- Branzoller Flößertänze, suite voor harmonieorkest
  1. Aufmarsch
  2. Stampf
  3. Drehtanz
  4. Gratulationspolonaise
  5. Abmarsch
- Fest-Spielouvertüre
- Prozessionsliederspiel, processie-mars met samenzang
- Res severa verum gaudium, introductie en passacaglia voor harmonieorkest
- Romantische Fantasie in Rondoform

### Missen
- 1944-1945 Siffianer Bläsermesse
  1. Introitus/Kyrie
  2. Gloria/Graduale
  3. Offertorium
  4. Sanctus/Benedictus/Da pacem
  5. Ite missa est

### Kamermuziek
- 1926-1928 Bläserversetten für Terlan, voor de rooms-katholieke mis voor vier tot zes koperblazers  
  1. Dexters Domini
  2. Cantate Domino
  3. Jubilate Deo
  4. Te lucis ante terminum
  5. Psallite
  6. Veni Sancte Spiritus
  7. Alleluja/Benedictus
  8. Lauda Sion
  9. Communio Quotiescumque
- 1937 Hochmeister-Erzherzog Maximilian-Ehrenmusik, geestelijke Suite voor zeven blazers
- 1943 Kleine Dorfmusik, voor koperblazers
- Kleine Spielsuite, voor vijf koperblazers
- Rogate ad pacem, Apostel-hymne voor zeven koperblazers naar de hymne voor het feest van de apostel en evangelisten
- Rogate ad pacem, koraal-proloog voor tien koperblazers en pauken naar het gregoriaans graduale voor de vredemis

## Publicaties
- Gertrude Vigl: Einem Verschollenen zu Ehren. Erinnerungen an Franz Villgrattner (1900-46), siehe: MB 2000/2-3 p. 94-97.